# 제앙 하파에우 반데를레이 모레이라
제앙 하파에우 반데를레이 모레이라(포르투갈어: Jean Raphael Vanderlei Moreira, 1986년 6월 24일 ~ )는 간단히 제앙(Jean)이라는 이름으로 알려져 있는 브라질의 축구 선수로 포지션은 오른쪽 풀백, 수비형 미드필더이다.
2005년 7월 17일 캄페오나투 브라질레이루 세리이 A 산투스 FC와의 원정 경기에서 프로 데뷔 무대를 가졌다. 2012년 11월 13일 마누 메네지스 감독에 의해 브라질 축구 국가대표팀에 첫 발탁되었고, 데뷔전을 치렀다.

## 수상

### 구단

#### 상파울루
- 캄페오나투 브라질레이루 세리이 A : 2008

#### 플루미넨시
- 캄페오나투 브라질레이루 세리이 A : 2012
- 캄페오나투 카리오카 : 2012
- 타사 과나바라 : 2012

#### 파우메이라스
- 캄페오나투 브라질레이루 세리이 A : 2016

### 국가대표
- 수페르클라시코 데 라스 아메리카스 : 2012
- FIFA 컨페더레이션스컵 : 2013

### 개인
- 볼라 지 우루 : 2016
- 캄페오나투 브라질레이루 세리이 A 올해의 팀 : 2012, 2016